# Święta Lipka

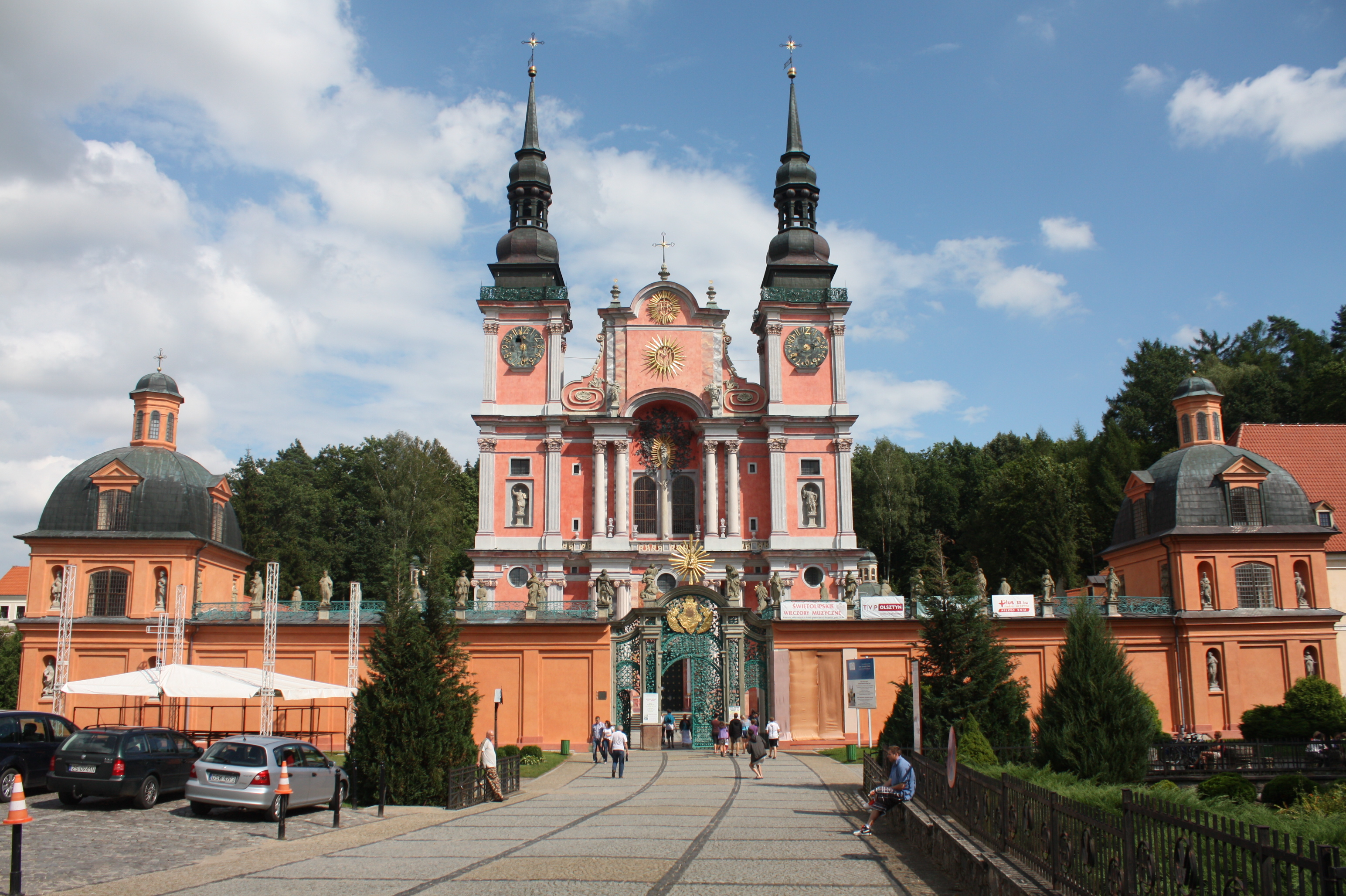
La basilique de Święta Lipka vue de face.

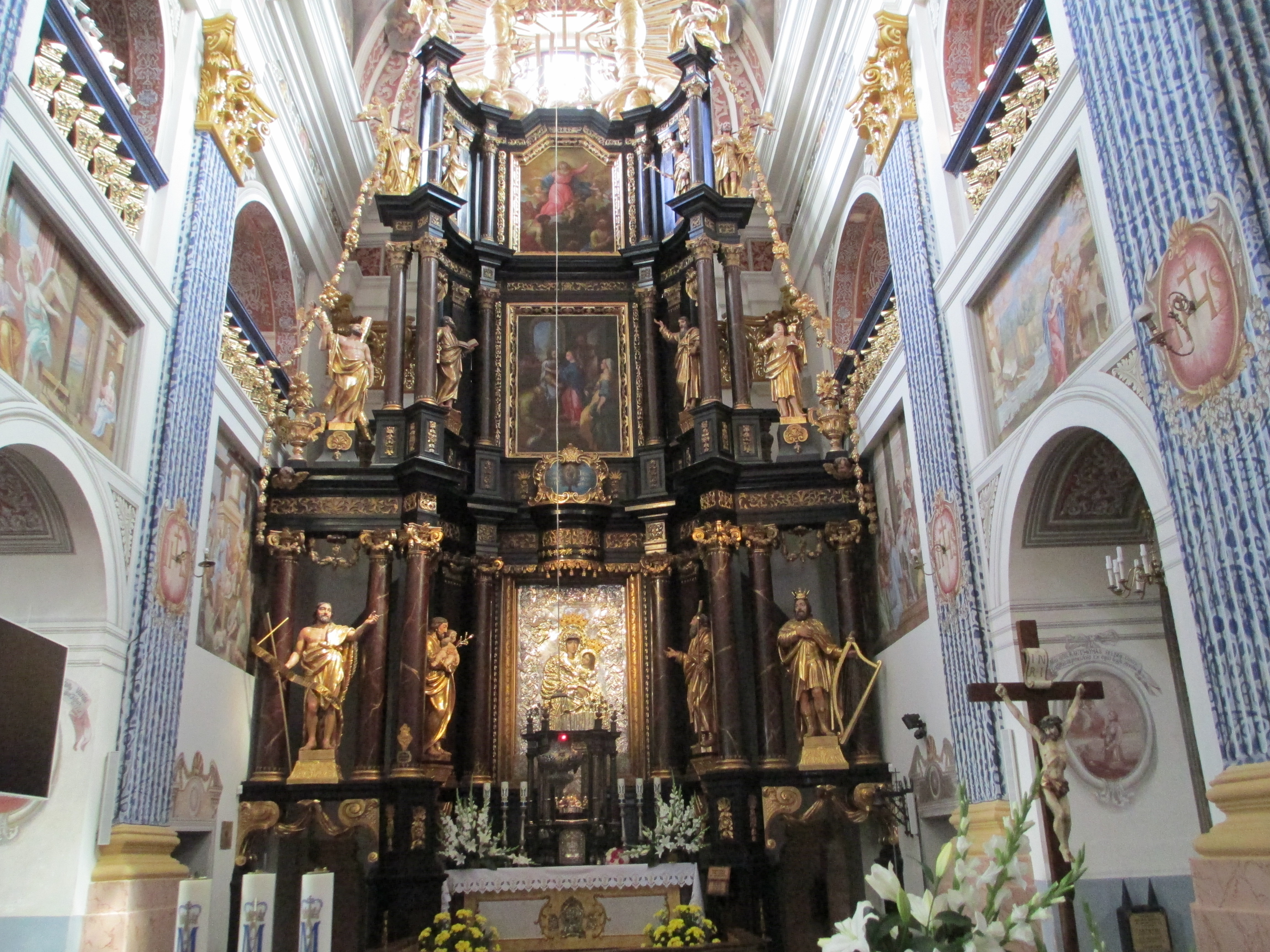
Basilique de la Visitation de la Bienheureuse Vierge Marie, maître-autel.

Święta Lipka est un village de Pologne, situé dans la commune de Reszel du powiat de Kętrzyn de la voïvodie de Varmie-Mazurie. Elle est surtout connue pour sa basilique.

## Caractéristiques
Le village est situé dans la région des lacs de Mrągowo, à proximité des lacs de Wyrbel et de Dejnowa. Dans les années 1975-1998, la ville appartenait administrativement à la voïvodie d'Olsztyn.

## Culte marial à Święta Lipka
Święta Lipka est surtout connue pour son sanctuaire marial : la basilique de la Visitation-de-la-Bienheureuse-Vierge-Marie (en), ainsi que le cloître et le monastère, qui constituent un chef-d’œuvre de l'art baroque.

### Les débuts du culte et la première chapelle
Les débuts du culte de la Vierge Marie à Święta Lipka remontent au XIVe siècle. Selon des informations transmises oralement, un forçat emprisonné dans les cachots de l'église de Kętrzyn, inspiré par la Vierge, a sculpté une figurine de Vierge à l'Enfant en bois. Après avoir terminé la sculpture, il fut relâché et accrocha sa figurine à un tilleul sur la route de Kętrzyn à Reszel. La sculpture de Notre-Dame à l'Enfant est devenue célèbre pour ses miracles. Au fil du temps, une chapelle fut construite autour du tilleul ; personne ne sait à quoi elle ressemblait. La chapelle était animée par des prêtres teutoniques de Kętrzyn.
Les informations documentées les plus anciennes sur Święta Lipka ont été trouvées dans les archives du chapitre de Płock — un document de 1473 informait que des gens se rendaient en Prusse pour y acheter des indulgences, sans préciser pour autant s'il y avait une chapelle ou non à Święta Lipka. Cependant, le privilège du Grand Maître des Chevaliers Teutoniques Johann von Tieffen, délivré en 1491 à l'aubergiste de Święta Lipka, est une preuve en faveur de l'existence à l'époque déjà d'une chapelle à Święta Lipka.
À cette époque, de nombreux pèlerinages allaient à Święta Lipka ; le dernier Grand Maître de l'Ordre Teutonique de Prusse lui-même, Albrecht, s'y est rendu.
La chapelle de Święta Lipka a été détruite pendant la Réforme en 1524. Pour dissuader les pèlerins de s'y rendre, une potence fut érigée à la place de la chapelle.

### Deuxième chapelle de Święta Lipka
Grâce aux efforts de Stefan Sadorski (pl), il a été possible de commencer la reconstruction de la chapelle. À l'automne 1618, les fondations de la première chapelle, mesurant 40 × 26 pieds, sont dévoilées. La chapelle a été construite sur d'anciennes fondations en 1619 et sa consécration cérémonielle a été célébrée par Szymon Rudnicki (pl), évêque de Warmie, le 19 novembre 1619. Trois armoiries sont visibles sur la façade de la chapelle : il s'agit de celles de Sigismond III Vasa, du prince prussien Jean Sigismond et de l'évêque Szymon Rudnicki. Grâce à Sadorski, la chapelle reconstruite fut confiée aux soins des Jésuites. La figurine miraculeuse perdue a été remplacée par un tableau.
Les pèlerins venaient à Święta Lipka non seulement de Warmie, mais aussi de plus loin (Varsovie, Vilnius, Lviv...) Le prince Jean Casimir a lui-même fait le pèlerinage.
Entre Świąta Lipka et Reszel se trouve un chemin de pèlerinage avec un complexe historique de chapelles calvaires et de tilleuls centenaires, désormais classé aux monuments naturels.

### Basilique de Święta Lipka

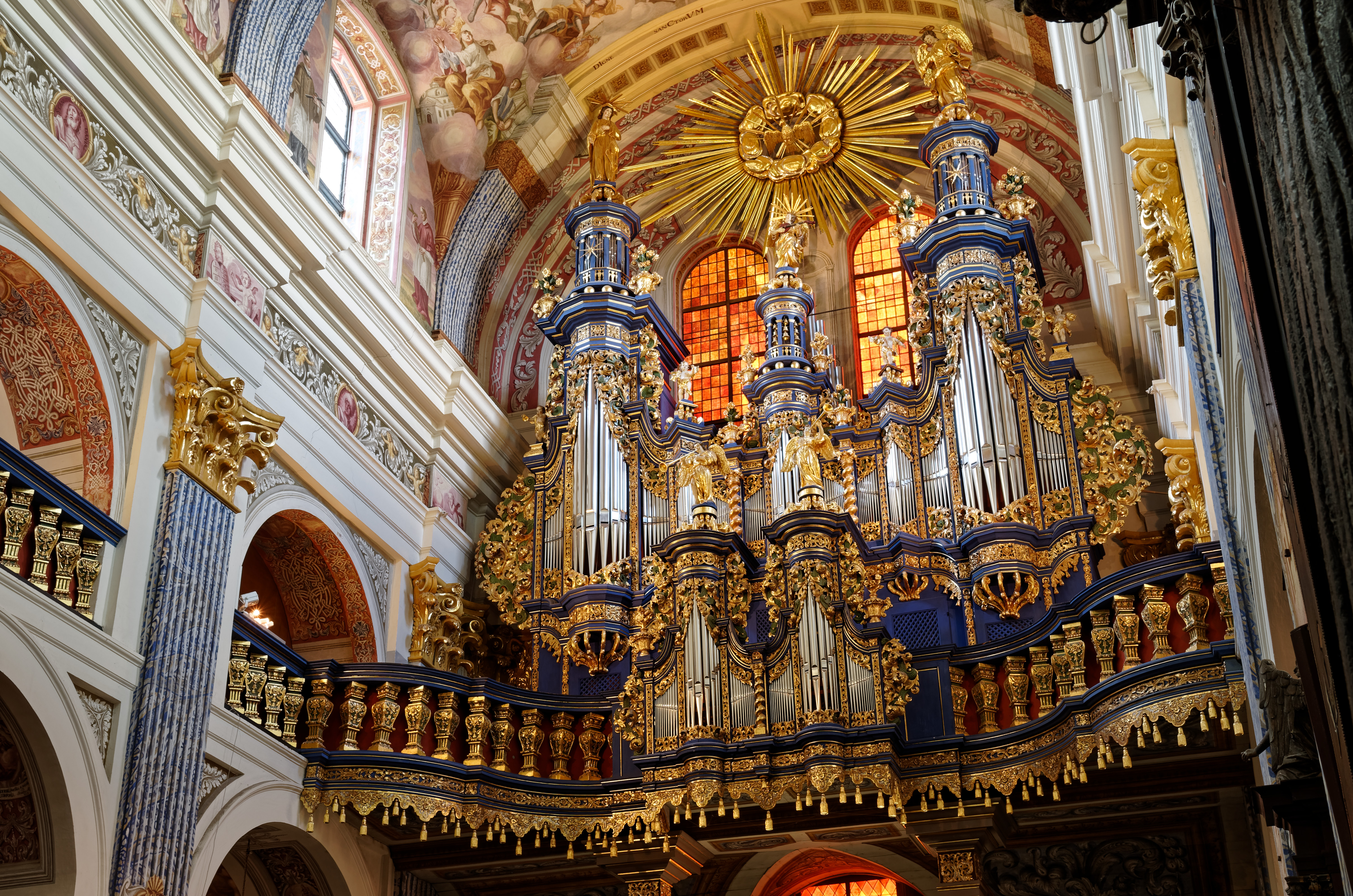
Orgue baroque de la basilique

L'église et le couvent furent fondés par la Compagnie de Jésus et la construction en fut initiée par le cardinal polonais Michał Stefan Radziejowski en 1688. La consécration du temple eut lieu le 15 août 1693. En raison du grand nombre de pèlerins arrivant, l'édifice fut considérablement agrandi au fil des ans et un cloître fortifié avec des chapelles en forme de tour à coupole fut achevé en 1708, donnant à l'ensemble de la structure une apparence défensive. L'intérieur, très élaboré, prit plus de 50 ans pour être entièrement terminé et meublé. L'église fut encore embellie par des décorations grâce à des dons faits par des notables riches ou des monarques pieux tels que Ladislas IV, la reine Marie Casimire, ou Stanislas Ier Leszczyński et son épouse Catherine.
L'autel monumental fut réalisé entre 1712 et 1714. L'objet, composé de trois parties principales ou étages, est orné de figures dorées représentant des saints et des martyrs. Jean III Sobieski a offert un tableau aux Jésuites après sa victoire à la bataille de Vienne, qui a ensuite été incorporé au retable.
Les peintures et les fresques ornées du plafond de la voûte ont été achevées en 1727. Elles représentent Saint Casimir, Sigismond III et Edwige de Silésie.
L'attribut le plus distinctif et le plus précieux du sanctuaire est l'orgue à tuyaux mobile, érigé dans les années 1719-1721 par Johann Josua Mosengel (en),. Les figures décoratives et les sculptures bougent pendant le jeu,. Endommagé en 1944, il a été réparé peu de temps après.
Les Jésuites ont finalement été expulsés du monastère de Święta Lipka par les Prussiens après les partages de la Pologne au XVIIIe siècle. Ils revinrent au couvent en 1932. Après la Seconde Guerre mondiale, lorsque la Warmie-Mazurie revint à la Pologne en vertu des accords de Potsdam, Święta Lipka fut transformée en un sanctuaire important, à côté du monastère de Jasna Góra.

## Sources
- (pl) Cet article est partiellement ou en totalité issu de l’article de Wikipédia en polonais intitulé « Święta Lipka » (voir la liste des auteurs).
- (pl) Święta Lipka, [w:] Słownik geograficzny Królestwa Polskiego, t. XI: Sochaczew – Szlubowska Wola, Warszawa 1890, s. 690.